# Refuge faunique national du Bayou Sauvage
La réserve nationale de faune du Bayou Sauvage a une superficie de 93 km2 dans une région de marais frais et saumâtres située dans les limites de la ville de La Nouvelle-Orléans en Louisiane. C'est le plus grand refuge faunique urbain des États-Unis. 

## Emplacement
Bayou Sauvage se trouve dans la partie orientale de l'est de la Nouvelle-Orléans. La plupart du refuge se trouve à l'intérieur des digues de protection contre les ouragans, construites pour retenir les ondes de tempête et maintenir les niveaux d'eau dans la ville basse. En effet, le refuge actuel a été pendant des décennies le site d'une énorme communauté planifiée par le nom de "Pontchartrain", "Orlandia" et "New Orleans East". Trois échangeurs routiers ont été construits pour accueillir le développement; deux des trois n'ont jamais été utilisés et apparaissent comme des "sorties fantômes" aux automobilistes contemporains. 

## Faune

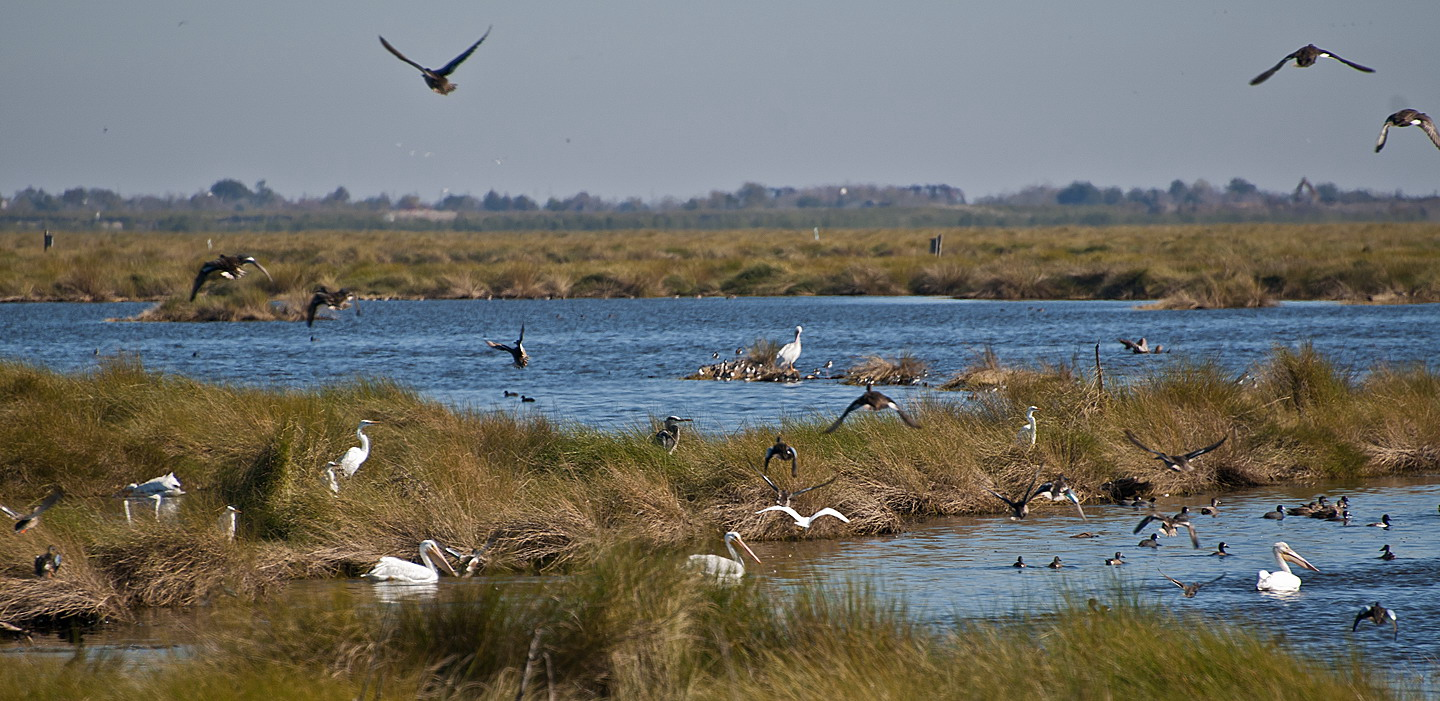
Oiseaux d'eau dans une zone de gestion des zones humides de la réserve nationale de faune de Bayou Sauvage.

Une énorme colonie d'oiseaux échassiers se trouve dans les marais du refuge de mai à juillet, tandis que des dizaines de milliers de sauvagines hivernent dans ses marais. 
Le pélican brun habite toute l'année dans le sud-est de la Louisiane. Le nombre de pélicans bruns nicheurs a considérablement augmenté malgré la perte d'habitat de nidification. Les pélicans bruns sont des utilisateurs fréquents du refuge. Plusieurs pygargues à tête blanche, autre espèce menacée, visitent le refuge chaque année. 
Les autres animaux sauvages comprennent la sauvagine, les échassiers, les oiseaux de rivage, les lapins des marais, les pélicans blancs, les alligators et autres rapaces, le gibier et les petits mammifères, les reptiles et les amphibiens. 

## Habitat
Le refuge contient une variété d'habitats différents, des marais d'eau douce et saumâtre, des forêts de feuillus de fond, des lagunes, des canaux, des chenières (anciens fronts de plage) et des bayous naturels. Les marais le long des lacs Pontchartrain et Borgne servent de nurseries estuariennes pour diverses espèces de poissons, crabes et crevettes. Les lagunes d'eau douce, les bayous et les étangs servent de zones de production pour l'achigan à grande bouche, le crapet, le crapet arlequin et le poisson-chat. Les divers habitats répondent aux besoins de 340 espèces d'oiseaux au cours des différentes saisons de l'année. Le pic des populations de sauvagine culmine à 75 000 dans les zones humides pendant l'automne, l'hiver et le début du printemps. 